# Galeandra santarena
Galeandra santarena là một loài thực vật có hoa trong họ Lan. Loài này được S.H.N.Monteiro & J.B.F.Silva mô tả khoa học đầu tiên năm 2002.